# Levipalpus
Levipalpus är ett släkte av fjärilar som beskrevs av Hans-Joachim Hannemann, 1953. Enligt Dyntaxa ingår Semioscopis i familjen plattmalar, Depressariidae, men enligt Catalogue of Life är tillhörigheten istället familjen praktmalar, (Oecophoridae).
Släktet innehåller endast arten Leverplattmal, Levipalpus hepatariellus.